# OmniWeb
OmniWeb是一个专有的互联网浏览器，由The Omni Group开发并推向市场。它只在苹果公司的Mac OS X上运行。不同于它的许多竞争对手，例如：Mozilla Firefox或Camino，OmniWeb直至2009年2月24日才提供免費下載，而在此前，购买一个授权需要14.95美元。

## 历史
OmniWeb原由Omni Group开发并由Lighthouse Design在1995年3月17日针对NeXTSTEP平台发行。后来当NeXTSTEP演化成OpenStep然后变成Mac OS X，OmniWeb也随之更新以运行在这些平台之上。通过Yellow Box或the OpenStep frameworks，OmniWeb也曾在简短的一个时期内在Microsoft Windows上运行。Lighthouse Design被Sun Microsystems收购后，Omni Group开始自己发行他们自版本2.5以及其后的产品。从版本4.0开始，只有Mac OS X上的OmniWeb被继续维护并开发。 
OmniWeb使用Cocoa API开发使得它能获取所有Mac OS X的平台优势。它使用Quartz来处理图像以及平滑文本，并使用多个处理器（如果可用），并且使用Aqua UI的用户界面，配有例如“抽屉”、“工作表”以及可自定义的工具栏等功能。
OmniWeb最初使用它专有的HTML排版引擎，但这个排版引擎不能胜任最新的網頁標準，例如CSS。在OmniWeb 4.5版，Omni Group採納了苹果的基于KHTML的WebCore排版引擎，它是苹果公司为了开发自己的Safari浏览器而开发的。
2004年8月11日，Omni Group发布了OmniWeb 5.0，包含了数个新功能。最显著的变化是一个不同寻常的分頁式瀏覽，各分頁（带有可选的缩略图功能）在視窗一侧的的“抽屉”里竖直排列。尽管有批评认为“分頁抽屉”带来的正面好处没有比传统的“看起来像分頁”分頁带来的好处多，但这个功能一直保留到了最新版本。
2006年9月6日，OmniWeb 5.5发布，OmniWeb 5.5使用了一个自定义的WebKit排版引擎替代WebCore，通用二进制的支持，保存到Web歸檔，支持自定义的样式表，“选择下一个链接”功能，FTP文件夹浏览，阻挡广告，更新本地化资源，以及更多的小改进和修补漏洞。

## 功能
- 分割填表窗口：在一个多行表单点击右上角的方块可以将它打开到另一个独立的窗口中，当你希望将很多文字填入到一个很小的区域中时这会非常实用。
- 工作区：分组的网页浏览器窗口以及各窗口之中的标签。用户可以同时打开多个工作区以同时调研多项主题，并可以通过菜单项或键盘快捷方式快速切换。
- 查看链接：在工具栏上点击这个按钮用户可以快速查看正在浏览的页面上所有的链接。
- 阻挡广告：OmniWeb使用一个强大的模板系统阻挡广告。它同样可以阻挡不来自你正浏览的网页的服务器的图片和与通常广告大小相同的图片。
- 站点选项：OmniWeb可以针对不同的站点指定不同的选项。例如，如果用户针对一个网页调节字体大小，那么这个网页所属网站的其他网页也会相应地调整字体大小。设置会自动保存并一直保留。